# Tabebuia bibracteolata
Tabebuia bibracteolata là một loài thực vật thuộc họ Bignoniaceae. Đây là loài đặc hữu của Cuba.